# 卡拉森大道車站
卡拉森大道車站（英語：Classon Avenue station，當地居民讀作/klɔːsɪn/ KLAW-sin）是一個紐約地鐵IND跨城線的一個地鐵站，位於布魯克林貝德福德-斯圖弗森及克林頓山卡拉森大道及拉法葉大道交界，設有G線（任何時候停站）列車服務。

## 車站結構
| G        | 街道層             | 出入口                                    |
| M        | 夾層               | 往出入口、車站詢問處、MetroCard自動售票機 |
| P 月台層 | 側式月台，右側開門 | 側式月台，右側開門                        |
| P 月台層 | 南行               | 往教堂大道（克林頓-華盛頓大道）           |
| P 月台層 | 道床               |                                           |
| P 月台層 | 北行               | 往法庭廣場（貝德福德-諾斯特蘭大道）       |
| P 月台層 | 側式月台，右側開門 |                                           |

此地下車站在1937年7月1日，作為跨城線延長段由納蘇大道延長至霍伊特-歇爾美角街時啟用。此站設有兩個側式月台和兩條軌道，中央留有中央軌道的空間。
中央額外道床的空間計劃是用作未興建的IND第二系統。該系統將自貝德福德-諾斯特蘭大道中央軌道的延長線，並在該站兩側結束。卡拉森大道附近，中央軌道結束時兩條軌道彎入中央。

## 外部連結
- nycsubway.org—IND Crosstown: Classon Avenue
- Station Reporter — G Train
- The Subway Nut — Classon Avenue Pictures （页面存档备份，存于）
- Classon Avenue entrance from Google Maps Street View
- Platforms from Google Maps Street View